# Wolfgang Krebs (Geologe)
Wolfgang Krebs (* 18. November 1933 in Dresden; † 9. November 1981 bei Fulda) war ein deutscher Geologe und Hochschullehrer. Er beschäftigte sich mit der Paläogeographie, dem Aufbau und der Vererzung der devonischen Riffkalkkomplexe.

## Leben
Wolfgang Krebs wurde als drittes Kind eines Kinderarztes in Dresden geboren. Im Jahr 1945 siedelte die Familie nach Leipzig um. Das Abitur absolvierte er 1952 am Leipziger Thomas-Gymnasium. Im Jahr 1953 begann er mit dem Studium der Geowissenschaften an der Universität Frankfurt, wo er im Wintersemester 1957 / 58 die Diplomprüfung ablegte. Anschließend setzte er seine Ausbildung mit einem Promotionsstudium bei Hans-Joachim Lippert in Frankfurt fort. Im Jahr 1959 promovierte er bei Karl Krejci-Graf über die Fazies, Stratigrafie und Vulkanismus des Oberdevons in der Dillmulde, im Rheinischen Schiefergebirge. Nach der Promotion arbeitete Wolfgang Krebs als wissenschaftlicher Assistent und wurde in der geowissenschaftlichen Geländeaufnahme eingesetzt. Am 20. Januar 1960 begann er eine wissenschaftliche Assistentenstelle am Institut für Geologie und technische Gesteinskunde der Technischen Hochschule Darmstadt.
In seiner Habilitation befasste er sich mit der Stratigrafie und Fazies des Oberdevon und Unterkarbon im Langenaubach-Breitscheider Riffs im Rheinischen Schiefergebirge.  Auch nach Abschluss seiner Habilitation im Februar 1965 forschte er weiter auf dem Gebiet der Faziesverteilung in devonischen Riffen im Rheinischen Schiefergebirge. Hier veröffentlichte er in den kommenden 15 Jahren über 30 Publikationen, von denen einige, wie Die devonischen Riffe in Mitteleuropa heute als geologische Standardwerke auf diesem Gebiet angesehen werden. Seit 1969 beschäftigte sich Wolfgang Krebs mit der Erforschung der Vererzungen von Karbonatkomplexen. Neben den Riffen im Rheinischen Schiefergebirge untersuchte Krebs in den folgenden Jahren Karbonatgesteinskomplexe und assoziierte Tiefseesedimente in Europa und Nordamerika.
Am 4. August 1969 erhielt er den Ruf auf den Lehrstuhl für Geologie und Paläontologie der Technischen Universität Braunschweig. Am 24. Februar des darauffolgenden Jahres wurde er zum Direktor des Geologisch-Paläontologischen Institutes ernannt. Von 1973 bis 1975 war er Dekan der Naturwissenschaftlichen Fakultät der Universität. Im Jahr 1976 wurde der Mitglied einer Forschergruppe der Bundesanstalt für Geowissenschaften und Rohstoffe, die sich weltweit mit der Bildung von Verbreitung von schichtgebundenen Kupfer-Blei-Zink-Erzlagerstätten befasste.
Er starb am 9. November 1981 bei einem Verkehrsunfall auf der Autobahn bei Fulda.
Wolfgang Krebs war verheiratet und war Vater von vier Kindern.

## Mitgliedschaften und Ehrungen
Wolfgang Krebs war aktives Mitglied in verschiedenen geologischen und naturwissenschaftlichen Vereinen. Für seine Habilitationsschrift erhielt er 1966 den mit 5000 DM dotierten Hermann-Credner-Preis der Deutschen Geologischen Gesellschaft. Am 16. Dezember 1971 trat er der Braunschweigischen Wissenschaftlichen Gesellschaft bei. In den Jahren 1972 bis 1975 war er Vizepräsident der Deutschen Geologischen Gesellschaft, dessen Präsident er 1979 bis zu seinem Tod war. Er gehörte dem Kuratorium der Bundesanstalt für Geowissenschaften und Rohstoffe an.
Darüber hinaus war Krebs unter anderem Mitglied der Geological Society of America und  der Society of Economic Mineralogists and Paleontologists. Im Jahr 1976 wurde er als Gastprofessor an der Universität von Calgary und 1979 an der Universität von Jordanien in Amman ernannt. Dem Lebenswerk von Wolfgang Krebs wurde in einem Symposium über Baryt-Lagerstätten und einem Sonderband der Zeitschrift der Deutschen Geologischen Gesellschaft (ZDGG) gedacht. In Antarktika wurde der Krebsgletscher und der Krebsnunatak nach ihm benannt.

## Werke (Auswahl)
- 1960: Stratigraphie, Vulkanismus und Fazies des Oberdevons zwischen Donsbach und Hirzenheim (Rheinisches Schiefergebirge,  Dill-Mulde)
- 1962: Das Oberdevon der Prümer Mulde,  Eifel
- 1963: Oberdevonische Conodonten im Unterkarbon des Rheinischen Schiefergebirges und des Harzes
- 1965: Über die Mitteldevon/Oberdevon-Grenze in der Riff-Fazies bei Aachen (mit Wolfgang Ziegler)
- 1966: Der Bau des Oberdevonischen Langenaubach-Breitscheider Riffes und seine weitere Entwicklung im Unterkarbon (Rheinisches Schiefergebirge)
- 1967: Reef development in the Devonian of the eastern Rhenish Slate Mountains, Germany
- 1968: Facies types in Devonian back-reef limestones in the eastern Rhenish Schiefergebirge
- 1969: Über Schwarzschiefer und bituminöse Kalke im mitteleuropäischen Variszikum
- 1969: Early void filling cementation in Devonian fore-reef limestones (Germany)
- 1970: Nachweis von Oberdevon in der Schwerspat-Grube Eisen (Saargebiet) und die Folgerungen für die Paläogeographie und Lagerstättenkunde des linksrheinischen Schiefergebirges
- 1971: Die devonischen Riffe in Mitteleuropa
- 1972: Facies and development of the Meggen Reef (Devonian, West Germany)
- 1972: Comparison of central European and western Canadian reef complexes (mit Eric W. Mountjoy)
- 1973: Proterozoic-Paleozoic geosynclinal and orogenic evolution of central Europe (mit Horst Wachendorf)
- 1973: Faltungskerne im mitteleuropäischen Grundgebirge-Abbilder eines orogenen Diapirismus (mit Horst Wachendorf)
- 1975: Geologische Aspekte der Tiefenexploration im Paläozoikum Norddeutschlands und der südlichen Nordsee
- 1976: Wiederholter Magmenaufstieg und die Entwicklung variszischer und postvariszischer Strukturen in Mitteleuropa
- 1976: The tectonic evolution of variscan Meso-Europa
- 1977: Manganese halo surrounding Meggen ore deposit, Germany (mit Wolfgang Gwosdz)
- 1978: Aspekte einer potentiellen Kohlenwasserstoff-Führung in den devonischen Riffen Nordwestdeutschlands
- 1978: Moderne Suchmethoden auf Buntmetalle im mitteleuropäischen Grundgebirge
- 1979: Devonian basinal facies
- 1981: The geology of the Meggen ore deposit
- 1982: Ore controlling parameters of Devonian stratiform lead-zinc-barite ores in central Europe (mit Wolfgang Gwosdz)